# Kinh tế Latvia
Kinh tế Latvia có tốc độ tăng trưởng nhanh nhất ở châu Âu. Nước này có tốc độ tăng GDP cao từ năm 2000. Trong năm 2003, GDP đạt 7,5% và tỉ lệ lạm phát chỉ ở mức 2,9%. Thất nghiệp là 8,8% trong năm 2003. Tăng trưởng GDP thực tế các năm tiếp theo đều tăng nhanh, năm 2006 đạt 11,9 %. Việc tư nhân hóa gần như đã hoàn tất, ngoại trừ một vài lĩnh vực phục vụ công cộng phần lớn thuộc sở hữu nhà nước. Vào 1 tháng 4 năm 2004, Latvia đã gia nhập Liên minh châu Âu.

## Các số liệu thống kê
GDP:

Tăng trưởng GDP thực ở Latvia (1996-2006).

theo sức mua tương đương - 35,684 tỉ USD (2006)
Tỉ lệ tăng trưởng thực GDP:
11,90% (2006)
GDP - bình quân đầu người:
theo sức mua tương đương - 16.000 USD (2006.)
GDP - theo lĩnh vực:

nông nghiệp:
4,4%

công nghiệp:
24,8%

dịch vụ:
70,8% (2006 est.)
So sánh thu nhập:

10% thấp nhất:
2,9%

10% cao nhất:
25,9% (1998)
Chỉ số Gini:
30,9 (2003)
Lực lượng lao động:
1,17 triệu người (2004.)
Lao động theo ngành:
Nông nghiệp và lâm nghiệp 15%, công nghiệp 25%, dịch vụ 60% (2000)
Tỉ lệ thất nghiệp:
7,5% (2005.)
Ngân sách:

Thu:
4,231 tỉ USD

Chi:
4,504 tỉ USD (2004.)
Xuất khẩu:
3,569 tỉ USD (2004)
Đối tác xuất khẩu:
Anh 22,1%, Đức 9,9%, Hoa Kỳ 8,2%, Thụy Điển 7,3%, Pháp 6,6%, Lithuania 6,4%, Estonia 5,2%, Đan Mạch 4,2%, Nga 4,1% (2004)
Nhập khẩu:
5,97 tỉ USD (2004)
ĐỐi tác nhập khẩu:
Đức 16,1%, Nga 14,4%, Lithuania 7,6%, Phần Lan 6,5%, Thụy Điển 5,6%, Estonia 5,1%, Italy 4,2%, Ba Lan 4% (2004)
Nọ nước ngoài:
23,704 tỉ USD (2006.)
Nhận viện trợ kinh tế:
96,2 triệu USD (1995)
Tiền tệ:
1 Latvian lat (LVL) = 100 santims